# Кюренберґ
Кюренберґ — середньоверхньонімецький поет-мінезингер XII століття.

## Біографія
Про життя Кюренберґа відомо дуже мало. Щодо місця народження поета, то існує декілька населених пунктів з назвою Кюрнберґ (нім. Kürnberg) або схожими на неї найменуваннями: всі ці назви походять від середньоверхньонімецького слова «kürn», тобто «млин» (Кюренберґ означає «Млинова гора»). Батьківщиною мінезингера часто вважають місцевість Кюрнберґського лісу (нім. Kürnberger Wald), яка знаходиться на захід від австрійського міста Лінц, що розташоване на березі Дунаю. Як доказ цієї версії виступає той факт, що за своїм стилем та тематикою міннезанг Кюренберґа має деякі схожості з піснями Дітмара фон Айста; а річка Айст, від якої походить прізвище Дітмара, впадає в Дунай поблизу Лінца. Ба більше, назву Кюренберґ мають ще декілька населених пунктів Баварії та ще одне австрійське містечко, яке також розташоване неподалік р. Айст.
Існують припущення, що поет належав до роду міністеріалів Кюренберґів, сліди яких простежуються в XII столітті в різних місцях Баварії та Австрії.
Цілком впевнено можна стверджувати, що Кюренберґ належав до представників придунайського міннезангу. Дослідники також намагались пов'язати особу мінезингера з якоюсь історичною особистістю. Зокрема, Петер Фольк (нім. Peter Volk) ототожнює поета з Зіґіхардом (нім. Sigihard), братом графа Генріха фон Шала (нім. Heinrich von Schala,обоє померли бл. 1191/1192 года) з роду Тенґелінґерів (нім. Tengelinger), а поселення Кюренберґ –з населенним пунктом Кірнберґ-ан-дер-Манк (нім. Kirnberg an der Mank), який знаходиться на південь від міста Мельк, що в Нижній Австрії.

## Твори
Прибивсь до мене сокіл,
 
І я до нього звик 
 
Привчав я того птаха 
 
До себе понад рік. 
 
Я дужі крила щедро 
 
Йому позолотив, 
 
А він на вільну волю 
 
Від мене полетів. 
 
Ген високо у небі 
 
Літає вільний птах, 
 
І ретязці шовкові 
 
У нього на ногах, -
 
Хоч він у позолоті 
 
Весь з голови до ніг, 
 
Та до свого кохання 
 
Не полетіть не міг.

«Falkenlied"» 
Іменем Кюренберґ підписані 15 строф, які входять до «Манесського кодексу» (індекс С; створені незабаром після 1300 року); від давнішого «Будапештського рукопису» (нім. Budapester Liederhandschrift, індекс Bu; угорський філолог Андраш Візкелеті помітив деякі схожості в звуковому ладі строф Кюренберґа та рукописами останніх двох десятиліть XII століття) збереглись лиш фрагменти — всього 3 аркуші, а на них напис «Гер фон Кюренберґ» (нім. Der Herr von Kürenberg) та перші 9 строф поета. Лінгвістичні результати експертизи вказують на те, що «Будапештський рукопис» був написаний баварсько-австрійським діалектом в басейні Дунаю, десь між Реґенсбурґом та Віднем.
Мінезингер використовував строфу, що назвали його іменем — «кюренберзька строфа» — це чотиривірш із парною римою (aabb) та цезурою. Перші три вірші мають однаковий розмір: три наголоси на першому та другому піввірші, а в четвертому вірші останній піввірш видовжено — в ньому 4 наголоси. Така ж строфа використовується й у «Пісні про Нібелунгів», тому цей чотиривірш також часто називають «строфою Нібелунгів».
Одні вірші написані з точки зору чоловіка (нім. Botenlied), а інші — жінки (нім. Frauenstrophen). В одному з віршів дама стоїть вночі на зубчастій стіні та слухає як лицар співає серед натовпу «в стилі Кюренберґа» (нім. in Kürenberges wîse), а в іншому дама порівнюється з соколом: жінок та соколів легко приручити, якщо їх правильно заманити, то вони самі шукатимуть чоловіка. Кюренберґ також використовував такий літературний засіб, як вексель (нім. Wechsel) — чергуванні строф із чоловічими і жіночими римами.
Кюренберґ використовував деякі елементи, які характерні для пізнього міннезангу: необхідність таємниці, боязнь шпигунів, наклепники (нім. merkære) і брехуни(нім. lügenære), смиренна роль чоловіка. 

## Переклади
- Українською його вірші перекладали Ігор Качуровський та Леонід Первомайський.